# 南円佳
南 円佳（みなみ まどか、1999年8月3日 - ）は、鹿児島県姶良市出身の女子競輪選手。日本競輪選手会熊本支部所属（当初は鹿児島支部所属）。日本競輪学校（当時。以下、競輪学校）第116期生。師匠は上吹越直樹（92期）。夫は競輪選手の松本秀之介（117期）。松本秀之慎(121期)の義理の姉。

## 経歴
中学・高校ではバレーボールに打ち込んでいた。高校3年生のとき、小林優香と児玉碧衣を特集したテレビ番組を観てガールズケイリンの存在を知り、トラック自転車の体験ができるガールズサマーキャンプに参加。キャンプ参加後のバレーボール大会会場でたまたま児玉碧衣に出会い、運命を感じ競輪選手を目指すようになったという。
2018年1月12日、競輪学校第116回適性試験に合格。在校競走成績は4位（23勝）。卒業記念レースは決勝6着。
2019年7月8日、奈良競輪場でデビューし5着。初勝利は同年8月21日の弥彦競輪場。2021年2月13日、静岡競輪場で初優勝を果たし、4月12日に専用場外サテライトみぞべ（霧島市）で初優勝報告会が行われた。
2022年、ガールズケイリンフェスティバルでガールズ特別競走に初出場。また、同年のガールズケイリン総選挙で上位に入り、8月11日のガールズケイリンコレクション西武園ステージ・ガールズドリームレースでガールズケイリンコレクション初出場（5着）。
2024年3月7日付で日本競輪選手会熊本支部に移籍した。同年10月17日、同県の競輪選手である松本秀之介（117期）と結婚し、既に第1子を出産したことを自身のSNSで公表した。妊娠、出産もあり長期欠場が続いているが、レースには復帰する意向。
2025年、3月4日からの佐世保FIIで1年半ぶりにレース復帰。

## エピソード
趣味は釣り。2022年4月に小型船舶操縦免許証を取得しており、結婚後も自ら船を動かし夫とともに海に出ることもある。